# Spirit dreams inside -another dream-
"Spirit dreams inside -another dream-" é o vigésimo segundo single da banda japonesa L'Arc~en~Ciel, lançado em 5 de setembro de 2001 e incluído no álbum Smile. Foi o primeiro single da banda no século XXI e o próximo foi lançado apenas três anos depois, Ready Steady Go em 2004. A canção estreou na primeira posição na Oricon Singles Chart e Billboard Japan e vendeu mais de 201.000 cópias em sua semana de estreia.
O single contém um lado-b em inglês, "Spirit Dreams Inside", que aparece nos créditos do filme Final Fantasy: The Spirits Within, bem como na trilha sonora do mesmo.

## Faixas
Todas as faixas escritas e compostas por Hyde. 
| N.º            | Título                                 | Duração |  |
| 1.             | "Spirit dreams inside -another dream-" | 3:44    |  |
| 2.             | "Spirit dreams inside"                 | 3:44    |  |
| Duração total: | Duração total:                         | 7:29    |  |

## Créditos
- Hyde – vocais, violão
- Ken – guitarra, vocais de apoio, teclados, guitarra havaiana
- Tetsu – baixo, backing vocals
- Yukihiro – bateria, percussão, backing vocals
- Hajime Okano – teclados[2]
- Hiroaki Sugawara – sintetizador
- Hal-Oh Togashi – piano acústico[2]

## Desempenho
| Parada (2001)   | Melhor posição |
| --------------- | -------------- |
| Oricon          | #1             |
| Billboard Japan | #1             |